# 白衣のふたり
『白衣のふたり』（はくいのふたり）は、東海テレビ制作・フジテレビ系列で、1998年4月6日～7月3日に放送された昼ドラマである。

## あらすじ
弟を交通事故で失った千夏は、医大を卒業し念願の救命救急センターの医師となる。病院にベテラン看護婦としてやってきた美樹は、千夏の名を見てはっとする。実は千夏は美樹の異母妹であった。美樹の母は幼い頃に離婚し、父の智明が再婚し生まれたのが千夏だった。美樹はそれとなく千夏に父親の話題を持ちかけ、彼女が自分たち母子の存在を知らないことを知り、憎悪を抱く。病院を舞台に、2人の凄まじい愛憎劇が始まる。

## キャスト
- 市川千夏：小高恵美
- 浜田美樹：網浜直子
- 久保田巧：田中実
- 峰村祐司：三浦浩一
- 市川智明：大出俊
- 市川みどり：二木てるみ
- 浜田洋子：新橋耐子
- 宇田川隆一：岡田眞澄
- 鈴石初江：正司歌江
- 鈴石保：大河内浩
- 看護婦長:駒塚由衣
- 看護婦・北原ひかり：小沼由美
- 鈴木：岡田勝
- 礼子：中尾貴美子
- 小松正一
- 角田英介
- 南明子
- 村岡英美
- 唐沢民賢
- タモト清嵐
- 福田信昭

## スタッフ
- 演出：淡野健
- 脚本：尾西兼一、塩田千種
- 音楽：奥慶一
- 制作：東海テレビ、テレパック

## 主題歌
- 『KISSが哀しい』 歌：郷ひろみ